# Déservillers
Déservillers – miejscowość i gmina we Francji, w regionie Burgundia-Franche-Comté, w departamencie Doubs.
Według danych na rok 1990 gminę zamieszkiwało 288 osób, a gęstość zaludnienia wynosiła 21 osób/km² (wśród 1786 gmin Franche-Comté Déservillers plasuje się na 465. miejscu pod względem liczby ludności, natomiast pod względem powierzchni na miejscu 261.).